# Coupe du monde masculine de volley-ball 2007
Navigation
Coupe du monde 2003 Coupe du monde 2011
La Coupe du monde de volley-ball masculin a lieu au Japon, du 18 novembre au 2 décembre 2007, dans sept villes hôtes et huit sites de compétition.

## Formule de compétition
La Coupe du monde de volley-ball regroupe 12 équipes. Elle se compose des champions de 5 continents (Asie, Amérique du Nord, Amérique du Sud, Afrique, Europe), des 4 vice-champions, du pays organisateur et de deux équipes invitées ("wild card").
Les matches seront disputés en Round Robin. Chaque équipe rencontrera les autres (au total, 11 matches par équipe).
Les 3 premières équipes se qualifieront pour les Jeux olympiques à Pékin.

## Équipes présentes
- Japon : organisateur
- Espagne : champion d'Europe
- États-Unis : champion d'Amérique du Nord
- Brésil : champion d'Amérique du Sud
- Australie : champion d'Asie
- Égypte : champion d'Afrique
- Russie : vice-champion d'Europe
- Porto Rico : vice-champion d'Amérique du Nord
- Argentine : vice-champion d'Amérique du Sud
- Tunisie : vice-champion d'Afrique
- Bulgarie : wild card
- Corée du Sud : wild card

## Déroulement de la compétition

### 1ertourdu 18 au20 novembre 2007
- Saitama

- Matsumoto

### 2dtour du 22 au23 novembre 2007
- Hiroshima

- Toyama

### 3etourdu 25 au27 novembre 2007
- Fukuoka

- Okayama

### 4etourdu 30 au2 décembre 2007
- Tokyo

- Tokyo

## Classement final
| No  | Équipe       | Points | Matches | Matches | Points | Points | Points | Sets | Sets   | Sets  |
| No  | Équipe       | Points | gagnés  | perdus  | pour   | contre | Ratio  | pour | contre | Ratio |
| --- | ------------ | ------ | ------- | ------- | ------ | ------ | ------ | ---- | ------ | ----- |
| 1.  | Brésil       | 21     | 10      | 1       | 852    | 673    | 1,266  | 30   | 4      | 7,500 |
| 2.  | Russie       | 20     | 9       | 2       | 899    | 742    | 1,212  | 29   | 9      | 3,222 |
| 3.  | Bulgarie     | 20     | 9       | 2       | 988    | 881    | 1,121  | 29   | 13     | 2,231 |
| 4.  | États-Unis   | 19     | 8       | 3       | 947    | 843    | 1,123  | 28   | 12     | 2,333 |
| 5.  | Espagne      | 18     | 7       | 4       | 848    | 825    | 1,028  | 22   | 15     | 1,467 |
| 6.  | Porto Rico   | 16     | 5       | 6       | 878    | 869    | 1,010  | 21   | 19     | 1,105 |
| 7.  | Argentine    | 16     | 5       | 6       | 825    | 876    | 0,942  | 15   | 23     | 0,652 |
| 8.  | Australie    | 15     | 4       | 7       | 839    | 940    | 0,893  | 14   | 25     | 0,560 |
| 9.  | Japon        | 14     | 3       | 8       | 865    | 923    | 0,937  | 14   | 26     | 0,538 |
| 10. | Égypte       | 14     | 3       | 8       | 829    | 922    | 0,899  | 13   | 27     | 0,481 |
| 11. | Corée du Sud | 13     | 2       | 9       | 818    | 947    | 0,864  | 9    | 31     | 0,290 |
| 12. | Tunisie      | 11     | 1       | 10      | 909    | 1056   | 0,861  | 12   | 32     | 0,375 |

## Qualification Olympique
Brésil,  Russie et  Bulgarie sont qualifiés pour le tournoi de volley-ball des Jeux olympiques 2008 de Beijing.

## Distinctions individuelles
- MVP :  Gilberto Godoy (Brazil)
- Meilleur Marqueur :  Hector Soto (Puerto Rico)
- Meilleur Attaquant :  Dante Amaral (Brazil)
- Meilleur Contreur :  José Luis Moltó (Spain)
- Meilleur Serveur :  Semen Poltavsky (Russia)
- Meilleur Passeur :  Sergio (Brazil)
- Meilleur Libéro :  Miguel Angel Falasca (Spain)